# Dvorec Modrinja vas
Dvorec Modrinja vas (nemško Schloss Möderndorf (Maria Saal)) je srednjeveški gradič ali dvorec, ki stoji v istoimenskem kraju Modrinji vasi na  Gosposvetskem polju na avstrijskem Koroškem ob stari prometnici med Celovcem in Šentvidom ob Glini, okoli 6 kilometrov severno od Celovca. Njegov nastanek sega v drugo polovico 13. stoletja. 

## Lokacija
Dvorec Modrinja vas se nahaja na robu Gosposvetskega polja v vzhodnem delu istoimenskega kraja. Stoji na vzpetini pred vhodom v Modrinjo vas, 6 KM od Celovca, 2 KM od odcepa glavne ceste pri Vojvodskem prestolu. 

## Zgodovina
Okolica Modrinje vasi je bila v listinah prvič omenjena leta 983, ko jo je cesar Oton II. podaril cerkvi sv. Lambrehta v Porečah na gori (nem.: Pörtschach am Berg) (Poreče na gori). Gradič Modrinja vas je poleg katedrale Gospe svete ena najstarejših zgradb na Gosposvetskem polju. Modrinja vas se v listinah prvič omenja leta 1164. Verjetno so na mestu sedanjega gradiča koroški vojvode najbolj zgodaj v drugi polovici 13. stoletja zgradili manjšo lovsko bazo. V začetku 14. stoletja je bila dograjena v skromno stolpasto utrdbo, v kateri je leta 1346 živel Nikolaj z Modrinje vasi. Modrinjski vitezi so imeli pokopališče v sosednji Gospe sveti, kjer so trije družinski nagrobniki. Jera (Gertruda) Modrinjska se je poročila z Otonom Hodiškim (Otto von Keutschach) in mu v zakon prinesla dom svojih prednikov. Pod Hodiškimi so nekdanjo romansko rezidenco preuredili v današnji renesančni grad. Rodbina je upravljala tudi grad Plešivec (nem.: Tanzenberg) v soseščini.
Leta 1607 je Žiga Hodiški oba grad in dvorec zastavil Adamu Halleškemu. Ko je leta 1660 umrl Volf Leonhard, nekdanji dedni oskrbnik Koroške in zadnji Hodiški, je graščina Modrinja vas prešla na njegovega zeta Maksa barona Jabornegga. Ta je dal narediti večjo razširitev graščine. V celovškem muzeju hranijo spominski kamen iz graščine Modrinja vas, ki govori o prenovi stolpa leta 1662. Jaborneggom so sledili baroni Schluga. Leta 1803 je posest pridobil Franc Ksaver Wagner, vendar je bila graščina leta 1816 prodana na dražbi. Novi lastnik je postal Matija Perko. Leta 1866 je sledil Anton Capellari, ki pa je graščino ali dvorec Modrinjo vas še istega leta prodal Katarini Plappart. Družina Plappart je tu živela do leta 1896, ko je nova lastnica gradu postala Barbara Kaschütz. V 19. stoletju je bila stavba s prenovami precej spremenjena. V 20. stoletju so se lastniki večkrat zamenjali, čeprav se vse do šestdesetih let prejšnjega stoletja ni našel nihče, ki bi naredil kaj za nujno prenovo.
V 19. stoletju je bila stavba s prenovami precej spremenjena. V 20. stoletju so se lastniki večkrat zamenjali, čeprav se vse do šestdesetih let prejšnjega stoletja ni našel nihče, ki bi naredil kaj za nujno prenovo. Stavba je od leta 2004 v zasebni lasti družine Hartig. Sedanji lastniki so stavbo začeli obnavljati leta 2004 in strogo ohranili njen srednjeveški značaj.

## Opis gradbenih elementov
Najstarejšo podobo dvorca nam je zapustil Valvasor z gravuro iz leta 1688. Pri primerjavi s sedanjim izgledom ugotovimo, da je sedanja stavba le ostanek nekoč veliko bolj mogočnega kompleksa. Del na jugovzhodu je propadel ali bil odstranjen. Propad se je začel v 19. stoletju. Nekdanji dvorec je v drugi polovici 20. stoletja služil le kot napol zapuščeno gospodarsko poslopje. Graščina je bila leta 2005 še napol porušena. Kmalu zatem se je začelo reševanje. Primerjava fotografij pokaže, da je sedanji ali zadnji lastnik opravil obsežna obnovitvena dela.
Grad je danes sestavljen iz dveh dvonadstropnih pravokotnih stavbnih kubusov, ki sta delno ugnezdena drug v drugega. Na vzhodnem delu stavbe je ohranjen poznogotski, posneto ločen portal iz rožnatega peščenjaka. Nova so obokana lesena vrata. Nad vrati je vidno dvoločno renesančno okno. Med oknom in vrati je zazidan grbovni kamen. Nekatera okna prikazujejo kamnite zidove iz 16. stoletja. V notranjosti je bil lesen strop iz 16. stoletja, ki ga je krasil grb Hodiških, a so ga v začetku 20. stoletja prodali. Nekaj metrov vzhodno od gradu stoji patronska cerkev sv. Ane in Jakoba z romansko ladjo in poznogotsko poligonalno apsido. Morda je prvotno pripadala dvorcu.

## Galerija fotografij
- Dvorec Modrinja vas iz severne strani
- Dvorec Modrinja vas iz severnozahodne strani
- Dvorec Modrinja vas z vidnim zidom cerkve
- Dvorec Modrinjavas iz severne strani